# Sala Polivalentă din Piatra Neamț
Sala Polivalenta (rumänska: Sala Polivalentă din Piatra Neamț) är en sporthall i Piatra Neamț, Rumänien. Arenan har en kapacitet på 4 000 åskådare. Den används till bland annat volleyboll, handboll och basket. Anläggningen ägs av ett företag med den lokala kommunen som majoritetsägare.